# Ања Крнета
Ања Крнета (Брежице, 1988) официр је Војске Србије као прва жена и за сада једина у историји војног ваздухопловства (касније и цивилног) која има дозволу за управљање хеликоптером.
Запослена је као капетан у 890. МХЕ на Војном аеродрому Пуковник – пилот Миленко Павловић, од августа 2017. године као наставник летења на хеликоптеру Gazelle SA341/342, где обучава кадете Војне академије. Такође, од 2021. године као прва жена, најмлађи је носилац звања пробног пилота ваздухопловства Србије и Војске Србије.
Говори два светска језика, енглески и немачки језик.

## Биографија
Рођена је 8. јануара 1988. године у Брежицама, данас Република Словенија, у породици Мире (девојачко Радоњић) правника, и Душана, војног пилота, потпуковника у пензији. Живи у Новом Саду од 1998. године када се заједно са мајком, братом Филипом и оцем доселила из Чачка. Због очевог занимања и честих прекоманди као и ситуације у бившој СФРЈ и СРЈ често се селила и мењала школе и пријатеље.
Године 1999. почела је да се бави јахањем и већ тада делимично остварује прву животну жељу – да буде окружена племенитим коњима и да се професионално бави тим спортом. У Новом Саду провела је највише времена и тај град сматра својим где и завршава гимназију „Исидора Секулић, друштвеног смера. Паралелно са основном и средњом школом редовно тренира јахање – прескакање препона, свакодневно се бави коњима и такмичи се по територији СР Југославије углавном за коњички клуб „Војна установа Карађорђево”.

## Школовање
У лето 2007. године одлази на пријемни испит на Војну академију (ВА), успешно пролази први део тестирања и после вишедневних лекарских прегледа, као и падобранске обуке и селективног летења у трајању од два месеца, крајем августа, након успешно завршене селективне летачке обуке рангирана је као четврта у класи и примљена за кадета-пилота на ВА.
Паралелно са ВА школује се и на Саобраћајном факултету, Универзитета у Београду на смеру за Ваздушни саобраћај и транспорт. Након завршене друге године студија, даље школовање наставља на аеродрому Батајница где наставља са даљом летачком обуком. Крајем лета 2010. године распоређена је да даље школовање настави као пилот хеликоптера и 29. октобра има свој први самостални лет хеликоптером Gazelle SA341/342. Након завршене Војне академије, 2011. године у септембру добија звање „Официр – пилот хеликоптера, дипл. Инжењер ваздушног саобраћаја и транспорта” и почиње да ради у 890. МХЕ на аеродрому Батајница.
Исте године уписује Мастер студије такође на Саобраћајном факултету и наставља своје усавршавање у оквиру Ваздушног саобраћаја. Након две године добила је звање „Мастер инжењер саобраћаја” са циљем да постане пројектант за „ваздухопловна пристаништа – хелидроме”. Паралелно са мастер студијама, ради на томе да добије цивилну дозволу за управљање хеликоптером, што и успева. Са добијеном цивилном дозволом за хеликоптер Robinson R44 званично постаје прва жена и у цивилном сектору која има дозволу за управљање хеликоптером.

## Награде и признања
Више пута је награђивана од стране надлежних старешина и Министра одбране. Носи сребрни летачки знак и војну спомен медаљу за допринос систему одбране.

## Занимљивости
Ове године „допунила” је себи прву животну жељу и званично постала власник коња по имену Celtic. Наставила је да се бави јахањем након дуже паузе због школовања на ВА. У приватном животу се бави спортом, па је поред јахања успела да истрчи и две изузетно напорне Спартан трке у оквиру тима који је представљао нашу државу. Такође бави се и фитнесом, обожава моторе, проводи слободно време са породицом и пријатељима, а највише са коњима.